# 브란덴부르크 돌
브란덴부르크 돌(Brandenburg stone)은 1912년 미국 켄터키 브란덴부르크 크레이그 크레셀리우스의 농장에서 발견된 새겨진 석판이다. 돌에는 대본을 닮은 선형 표시의 조각이 포함되어 있다. 크레셀리우스는 돌을 여러 번 전시했지만, 표시를 알아볼 수 있는 사람을 찾을 수 없었다.
일각에서는 전설적인 웨일스 왕자 마도그 (Madoc)와 아메리카 원주민 사이의 접촉의 증거라고 주장하지만, 이올로 모르가눅의 날조 작품에서 유래한 가짜 유물이라는 의견도 있다.